# Фаранги Саз

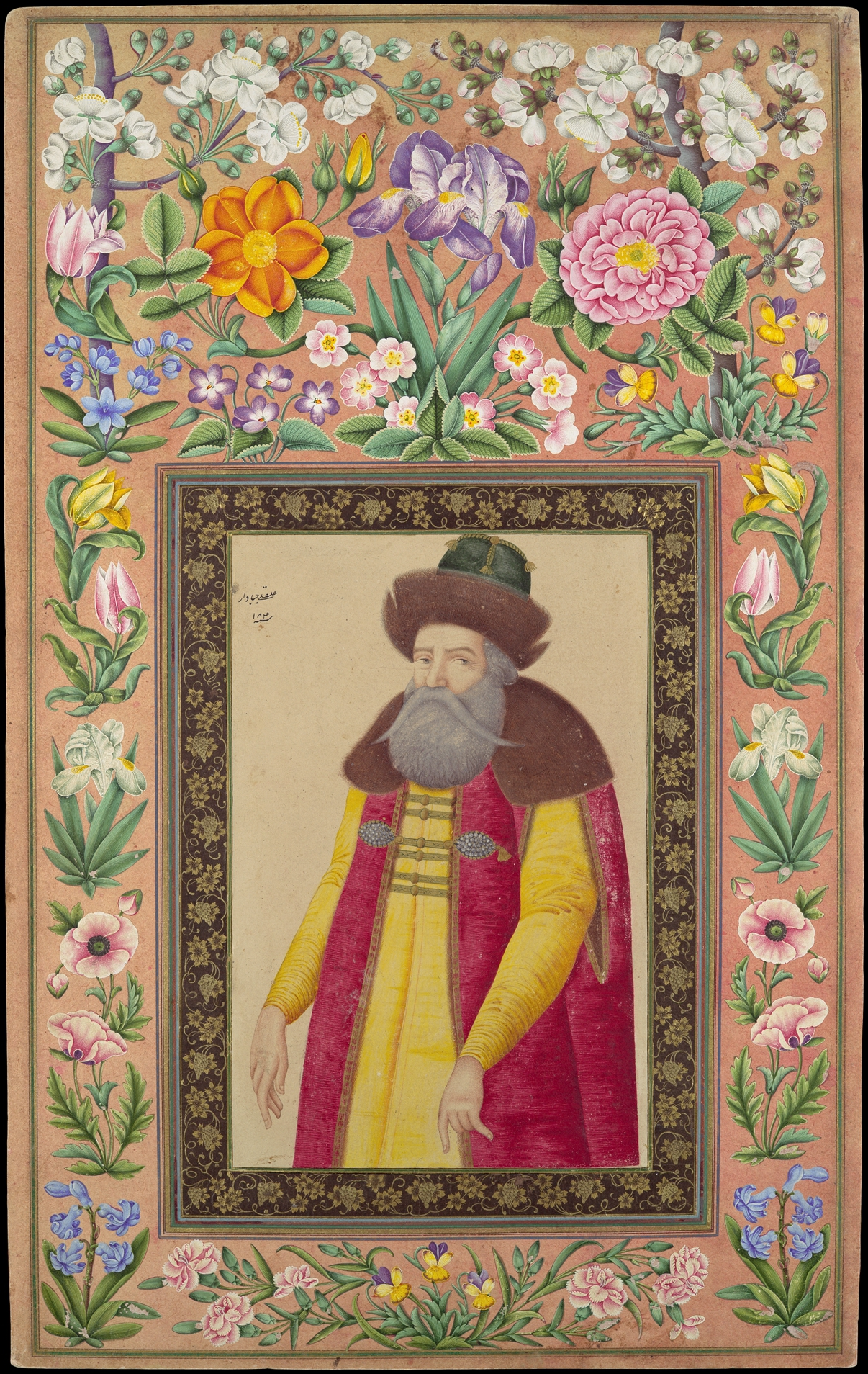
Картина князя Андрея Приклонского, посла Российского царства, написанная в 1673-1674 гг. Этот фолиант из альбома Дэвиса, написанный Али-Кули Джаббадаром, в настоящее время хранится в Метрополитен-музее.

Фаранги Саз (перс. فرنگی‌سازی‎) — в переводе с персидского означает западный стиль. Он используется для выражения стиля персидского миниатюрного искусства, сформировавшегося в империи Сефевидов. Этот литературный стиль, сформировавшийся в середине XVII века, находился под покровительством сефевидского царя Аббаса II, и получил более широкое распространение во время правления Сулеймана I. По сути, он включает в себя рисование традиционных сефевидских миниатюрных мотивов с использованием несколько европейских техник живописи.

## Описание
Это стиль, используемый в персидской миниатюре эпохи Сефевидовского государства. Впервые он образовался во второй половине XVII века, в период правления сефевидского шаха Аббаса II. Этот стиль сформировался во время правления Аббаса II (1642–1666) и стал доминирующим во время правления Сулеймана Великолепного (1666–1694).
Наряду с правителями того времени, аристократами, европейскими пейзажами, религиозно-мифологическими мотивами и традиционными событиями, характерными для региона, нарисованы в миниатюрах, написанных в этом стиле. В то время лишь немногие художники рисовали миниатюры в этом стиле. Наиболее известными из них являются Али-Кули Джаббадар и Мухаммад Заман Табризи. Историк Бернар Луи также пишет, что многие другие сефевидские художники также учились рисовать в европейском стиле, но они не ездили в Италию, как Мухаммед Заман, а учились у итальянских художников в империи Сефевидов.
Европейское художественное влияние более заметно в картинах на западные темы, такие как мифология, религиозные сцены или европейские фигуры. Однако при ближайшем рассмотрении эти европейские модели не копируются, а изображаются в эстетически сефевидской среде, ограничиваясь изображениями некоторых экзотических черт странного и чужого мира. Художники не демонстрируют глубоких знаний этого неведомого мира и не изображают «другое» во всей его сложности. Эти картины часто ограничиваются изображениями западной экзотики, где мужчины и женщины носят привлекательную одежду и головные уборы, совершенно чуждые стилям и одежде Сефевидов, и где пейзажи, дома, животные, еда и напитки совершенно новые и отличные от Сефевидской среды. Эти картины дают представление о понимании Сефевидами Запада во второй половине XVII века.
Эту фразу или термин нельзя найти ни в одном сефевидском источнике. Единственным исключением является Cani Farangisaz. Некоторые его картины можно найти в альбоме немецкого путешественника и врача Энгельберта Кемпфера, посетившего империю Сефевидов в 1684–1685 годах, но он не считался одним из самых выдающихся деятелей этого стиля. Самыми известными художниками этого стиля были Али-Кули Джаббадар, Мухаммад Заман, Мухаммед Солтани, Мухаммед Али и Хаджи Мухаммед. Между их творчеством и творчеством Джани Фарангизаз достаточно технических и тематических отличий.
У нас нет свидетельств того, что подобные картины назывались этим именем в конце XVII века. Историк Нигяр Хабиби утверждает, что на самом деле это обозначение или ярлык впервые использовал в начале XX века историк Яхья Дока для описания произведений Мухаммеда Замана. В истории искусства стиль Фаранги-Сази часто называют «западным», «европеизированным» или «европеизированным». Однако, по словам Нигяр Хабиби, картины Фаранги-Сази не являются «западным» вариантом живописи Сефевидов, хотя они, безусловно, отходят от некоторых изобразительных принципов традиционного искусства Сефевидов.

## Влияние Аббаса II
Правление Аббаса II обычно характеризуется как период художественного развития и мира. Спонсорство искусства продолжалось на протяжении всего его правления, что привело к расцвету искусства по всей империи в середине семнадцатого века. Наряду с поддержкой художников, таких как Афзалал Хуссейни и Малик Хуссейн Исфахани, которые рисовали в традиционном искусстве миниатюры, он также поддерживал художников стиля Фаранги-Сази, который считается новым направлением в миниатюрной живописи. Самые известные из них, Али-Кули Джаббадар и Мухаммад Заман, находились под влиянием европейского стиля живописи и пытались либо скопировать его, либо отобразить традиционные темы Сефевидов в западном стиле.

## Известные представители
Али-Кули Джаббадар (1666–1694): он был одним из первых, кто начал рисовать картины в западном стиле. Он особенно известен своими картинами, связанными с жизнью двора Сефевидов. Его отличает тщательная передача физического строения и деталей одежды людей на картине. Его имя можно найти на картинах, четыре из которых в настоящее время хранятся в Эрмитаже в России и четыре в Метрополитен-музее в США. В своих картинах он называет себя Фрэнком. Скорее всего, он хочет выразить свои грузинские или христианские корни. Кроме того, на двух его картинах есть грузинские буквы. Другие его самопрезентации: гуламзада-и кадими («бывший раб»), бек («джентльмен»), наккаш-баши («голова художников») и джаббадар («хранитель боеприпасов»). Судя по всему, он вошел ко двору Сефевидов в качестве раба и поднялся на вершину.

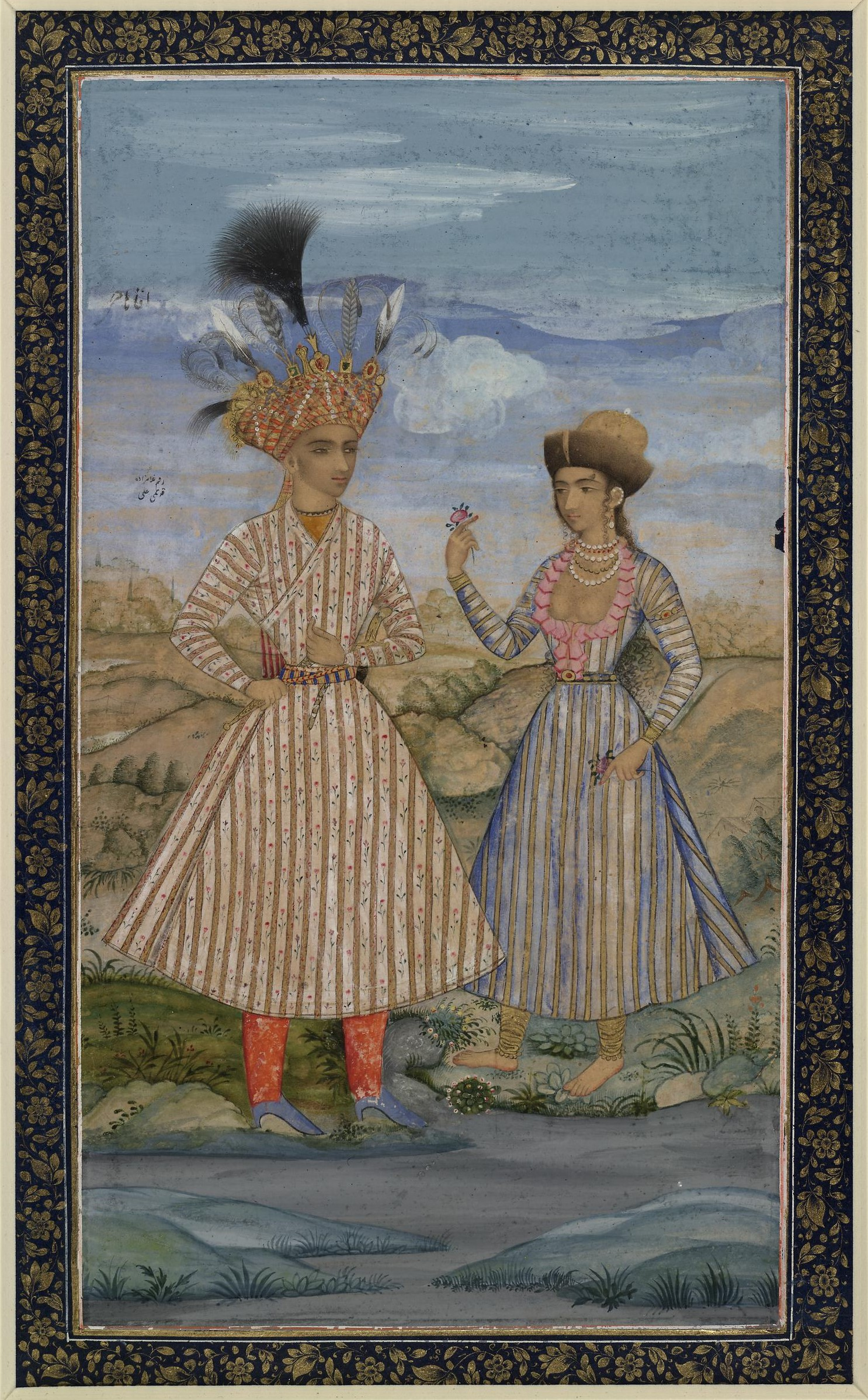
«Женщина, подарившая цветы принцу». Исфахан, 1660-1670 гг. Британский музей
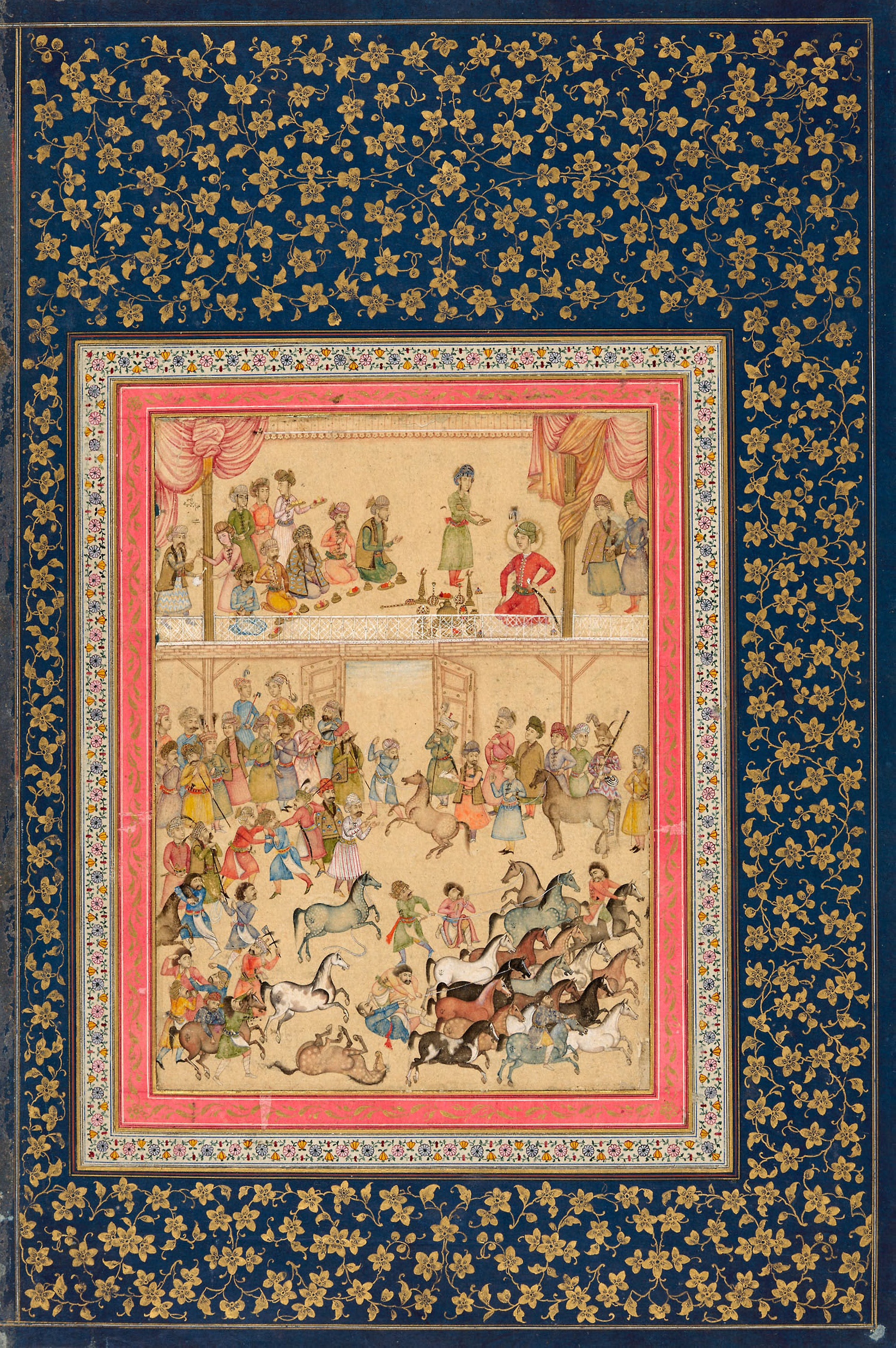
"Royal Horse View" восходит к концу XVII века. Вероятно, это было сделано в Исфахане. В настоящее время находится в Художественном институте Чикаго.
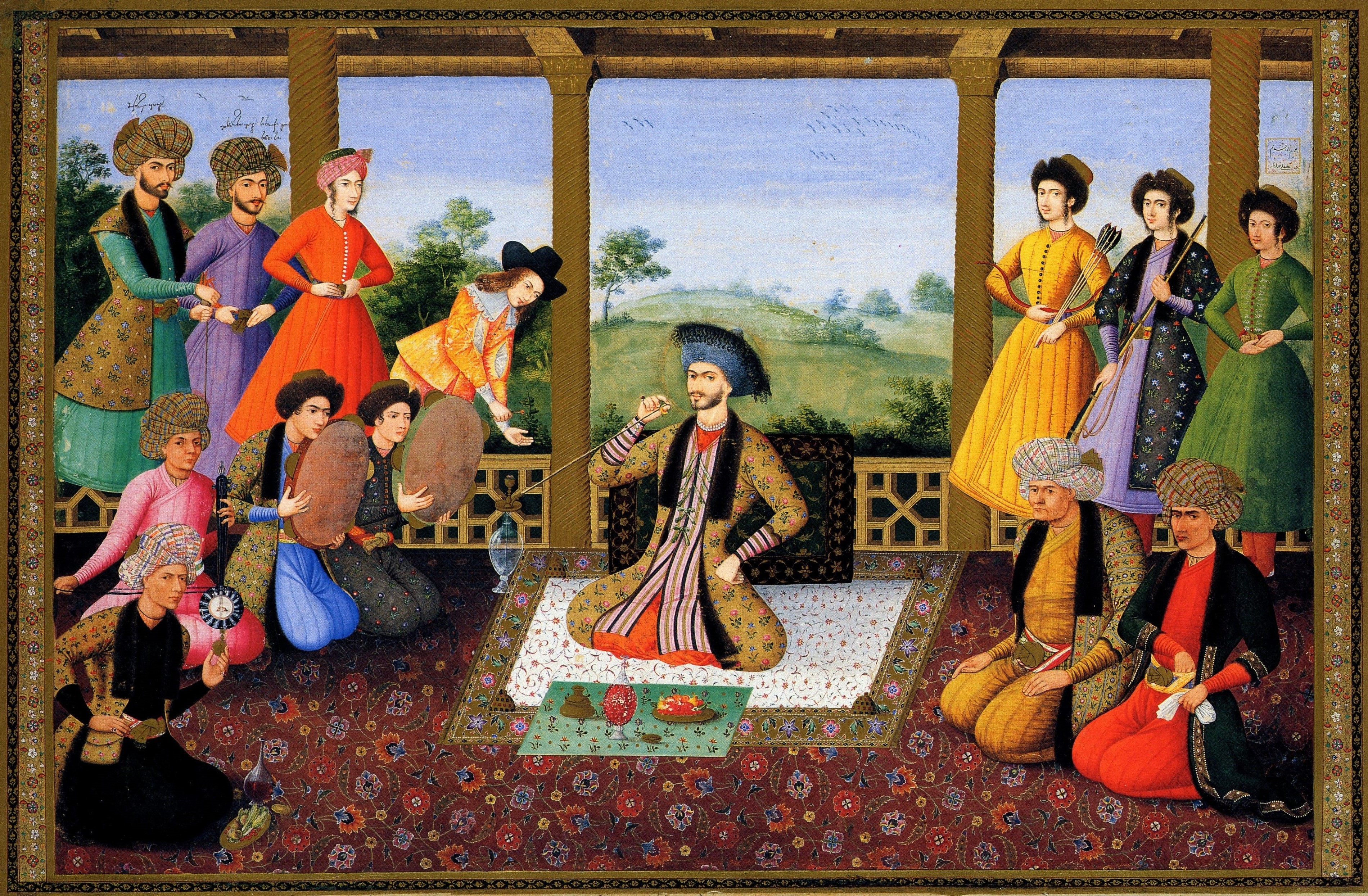
«Сулейман I и его придворные», фолиант из альбома «Санкт-Петербург». Исфахан, 1670 г. Над двумя верхними левыми фигурами видны две сильно искаженные грузинские надписи. Хранится в Институте восточных рукописей РАН[9].
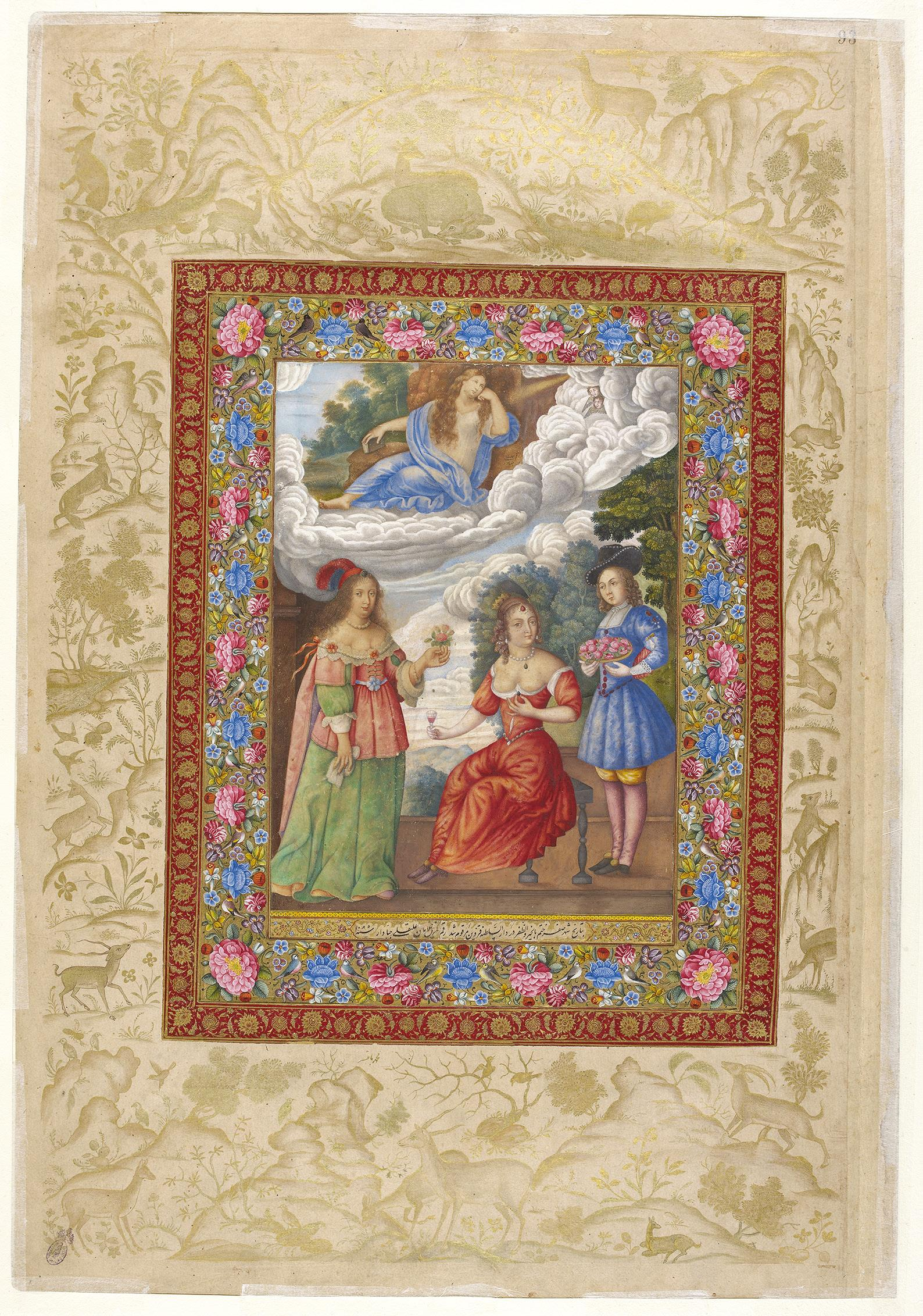
Миниатюра из альбома "Санкт-Петербург". Аллегорическая фигура, парящая на облаке над тремя фигурами внизу, была добавлена отдельно и вставлена на уже раскрашенную страницу при оформлении альбома. Казвин, 1674. Хранится в Институте восточных рукописей РАН.
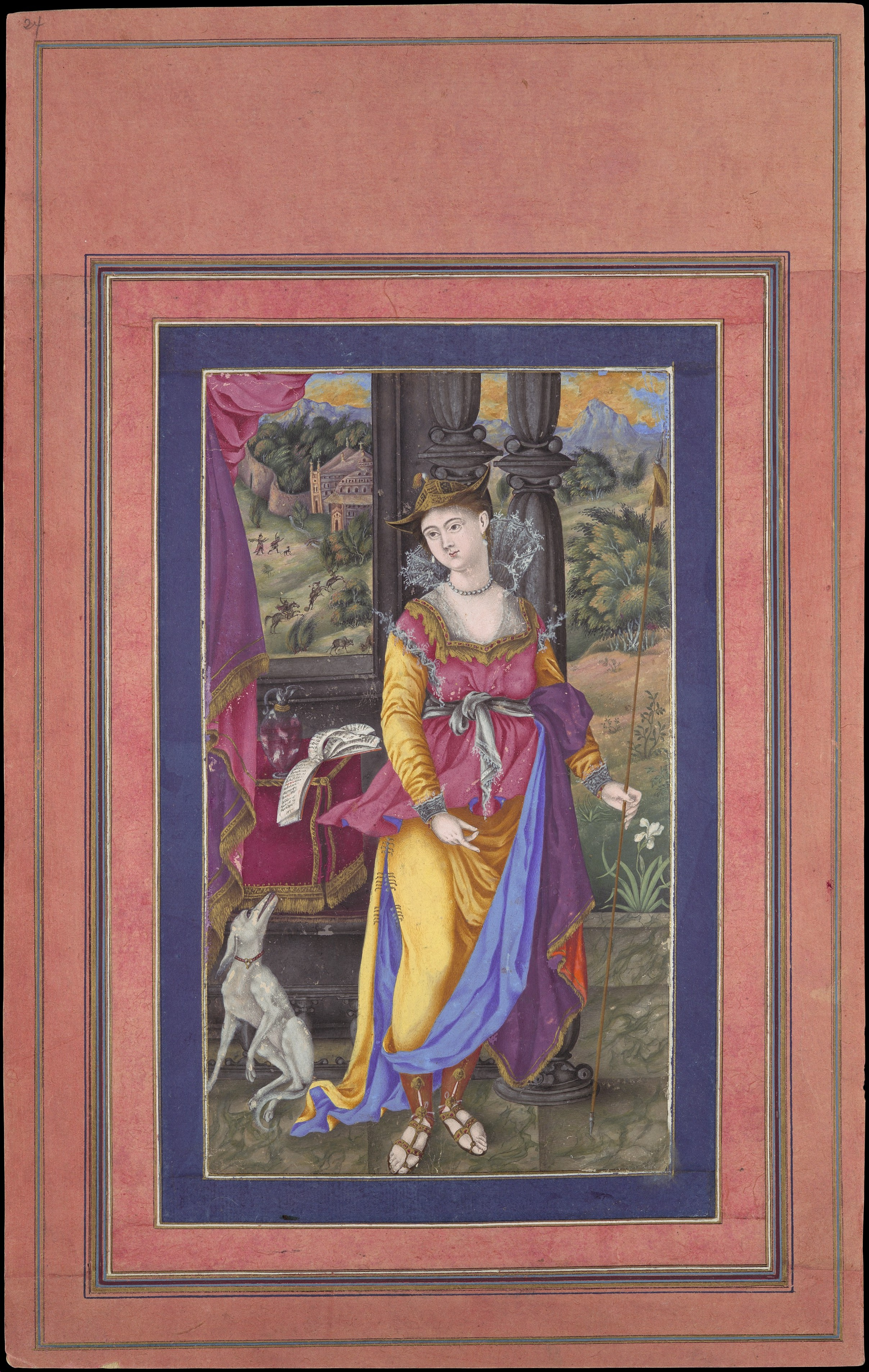
«Диана - богиня охоты», фолиант из альбома Дэвиса. Хранится в Метрополитен-музее.
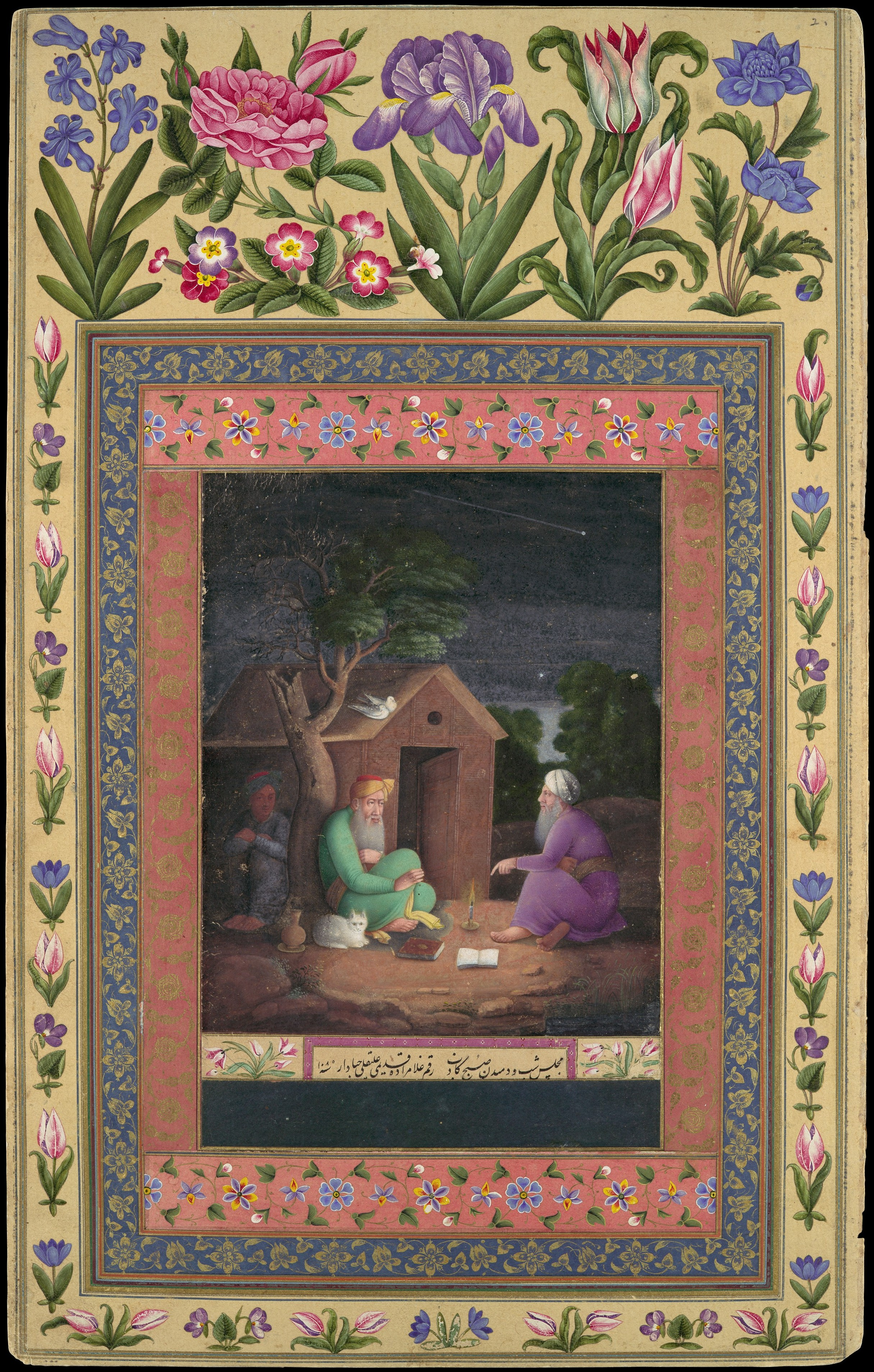
«Разговор двух стариков у хижины». Фолио из альбома Дэвиса, 1674-1675 гг. Хранится в Метрополитен-музее.
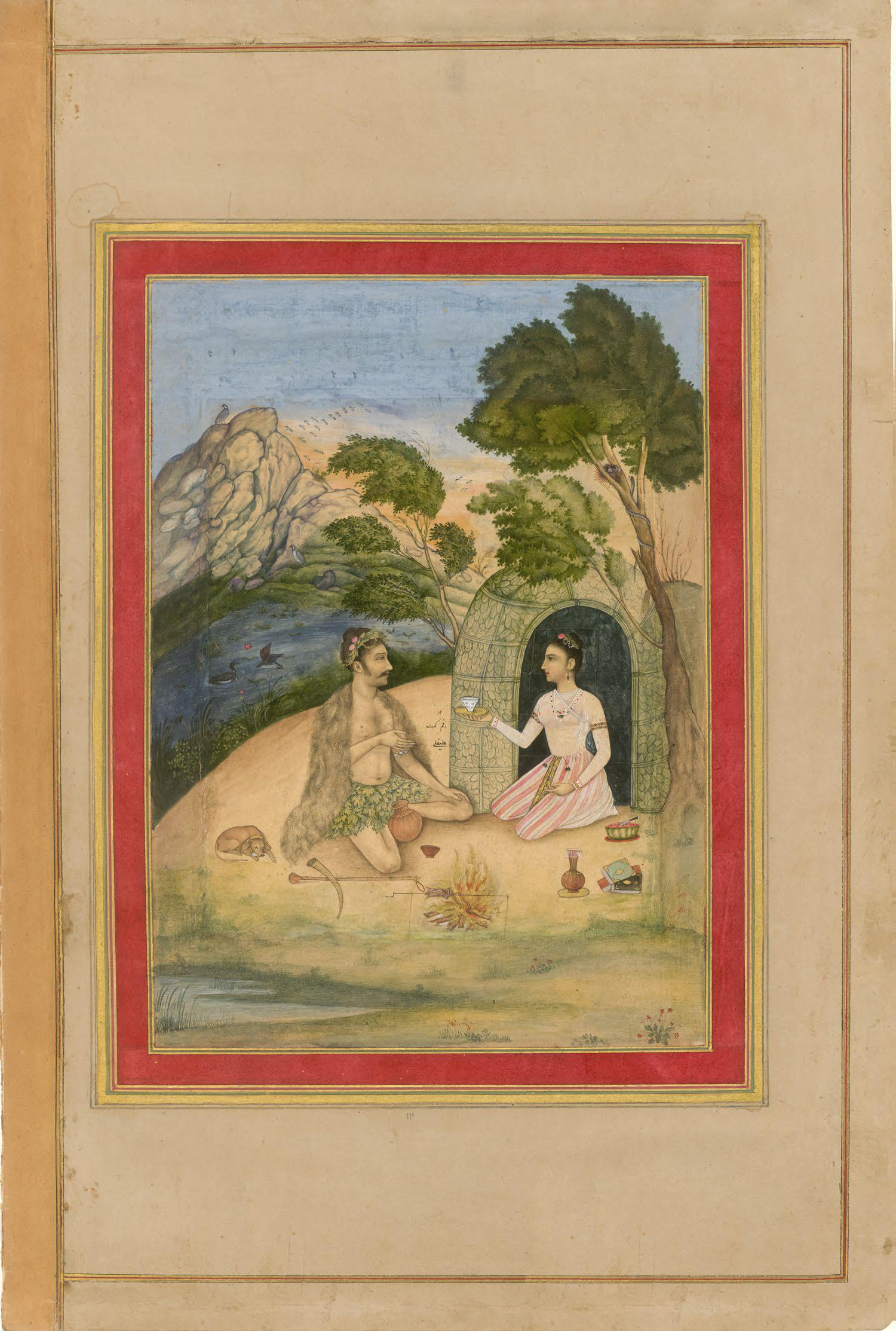
«Женщина предлагает еду членам племени». Музей исламского искусства (Доха)

Мухаммад Заман (род. до 1680 г. - ум. после 1700 г.): другое имя - Мухаммад Паоло Заман Кермани. Он родился около 1680 года и в результате своей работы стал одним из известных сефевидских каллиграфов и художников. Хотя родом из Кермана, он учился в Тебризе. Во время правления шаха Аббаса II он был отправлен королем в Рим для обучения живописи, но во время учебы там он стал католиком и взял имя Паоло. Из-за своего обращения у него возникли проблемы после возвращения в Империю Сефевидов. После того, как его обращение в христианство было обнаружено, он бежал в Империю Великих Моголов, был принят династией Великих Моголов и помещен во дворец. На него повлияли приемы итальянских художников как художников и каллиграфов. Историк Иванов утверждает, что Мухаммед Заман не ездил в Рим, а брал уроки у итальянских художников в Исфахане. Поэтому якобы отправка Мухаммеда Замана в Рим, где он примет католицизм, для занятий искусством — всего лишь красочная легенда, не отражающая истины. Говорят, что известный итальянский врач и путешественник Никколао Мануччи встретил Мухаммеда Замана во дворце Еврангзиб, когда тот был во дворце Великих Моголов.

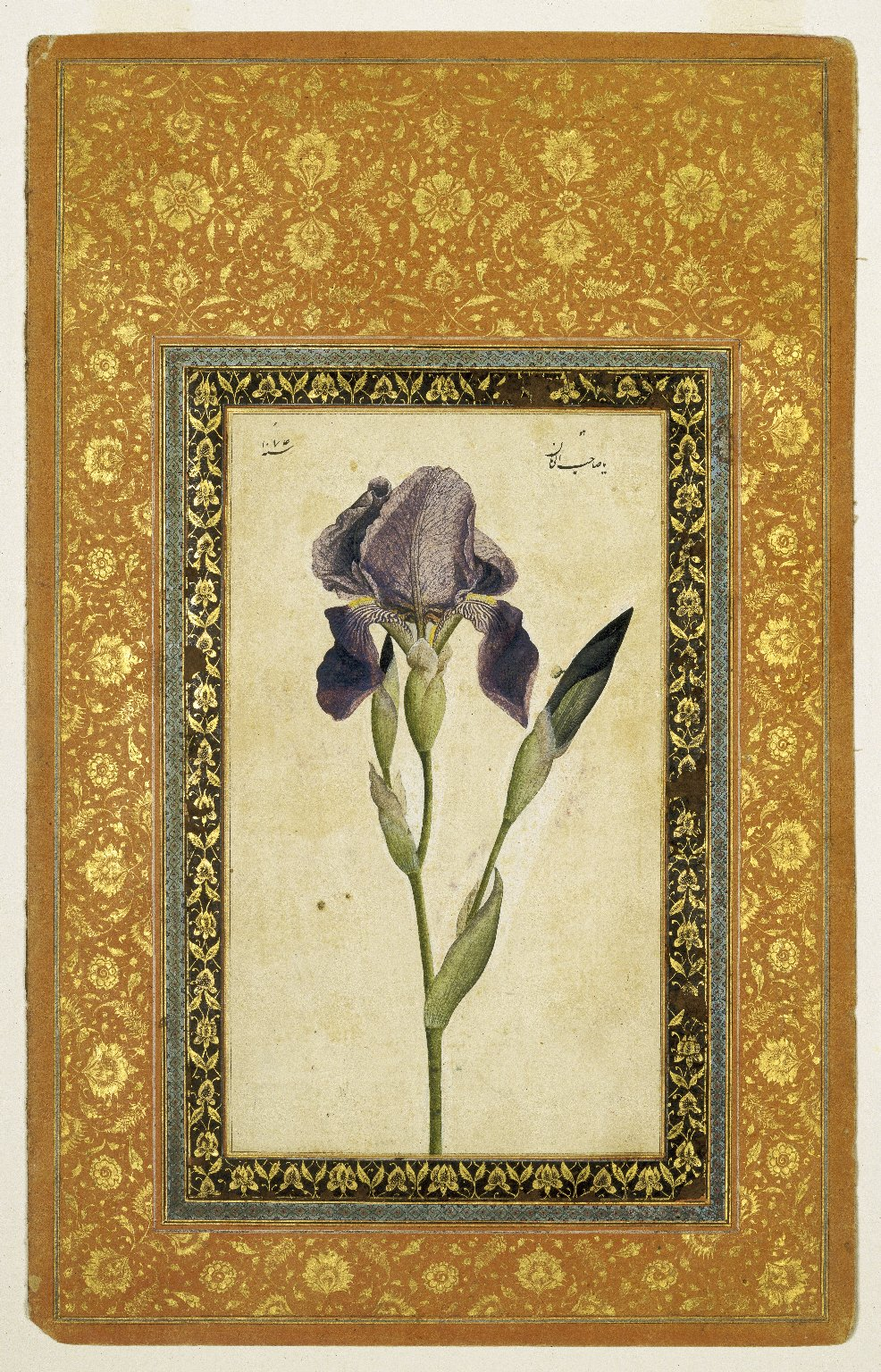
Картина "Голубой ирис" Мухаммада Замана. Хранится в Бруклинском музее.
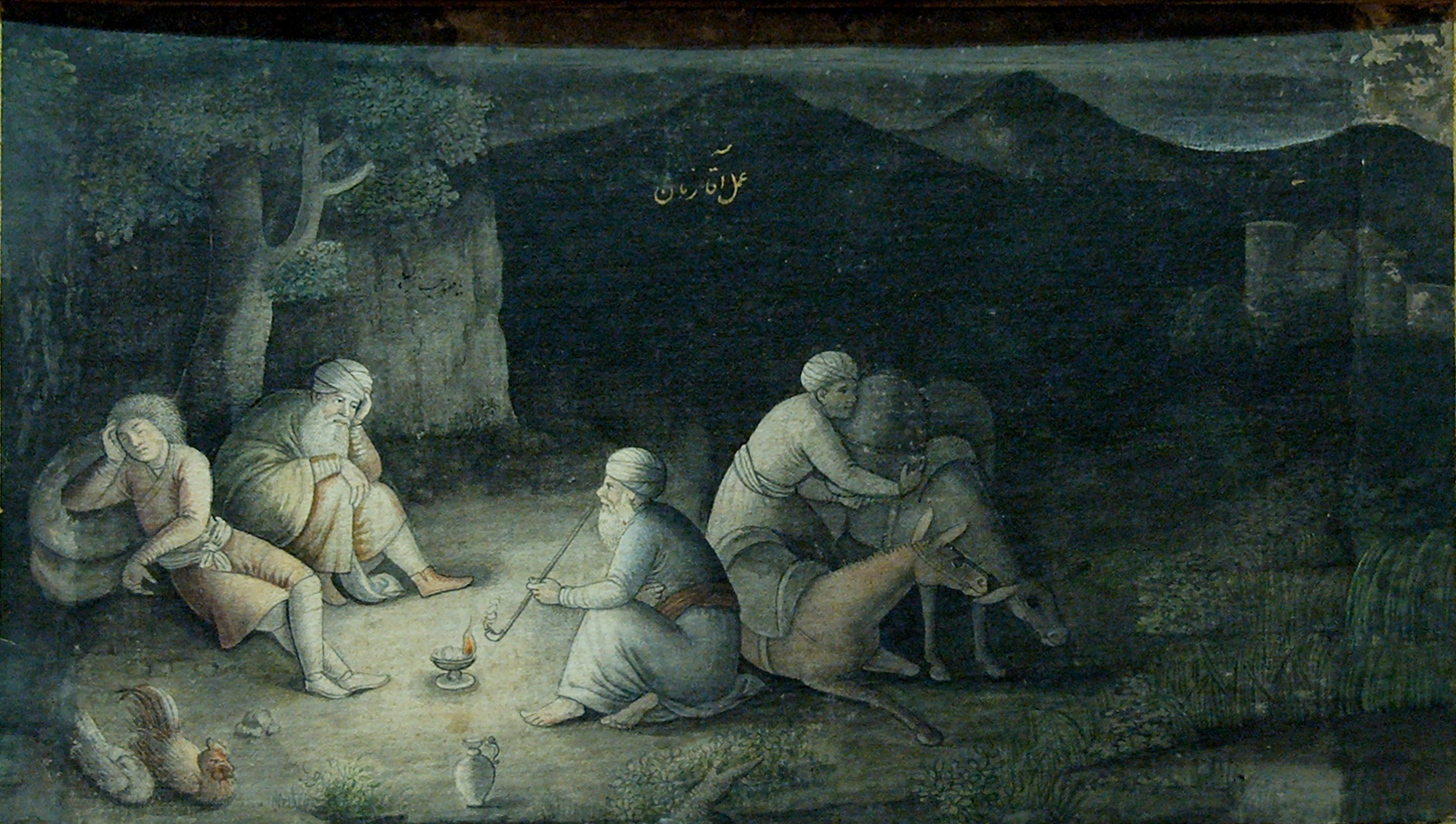
Картина «Ночной перерыв» написана Мохаммадом Заманом в 1680 году. Хранится в музее Лувр.
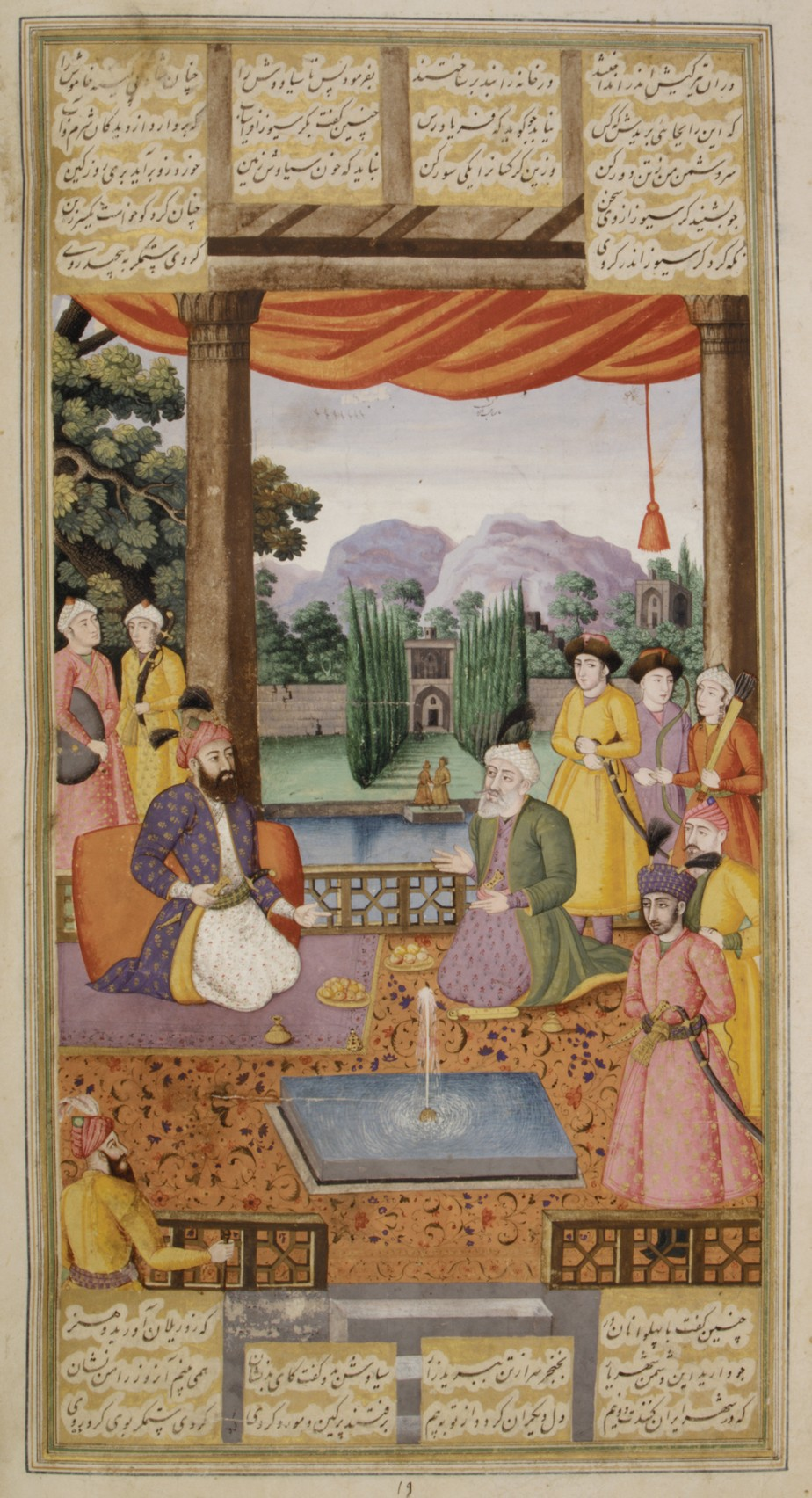
Миниатюра, написанная Мухаммадом Заманом. Пейзаж на заднем плане демонстрирует влияние европейской живописи.
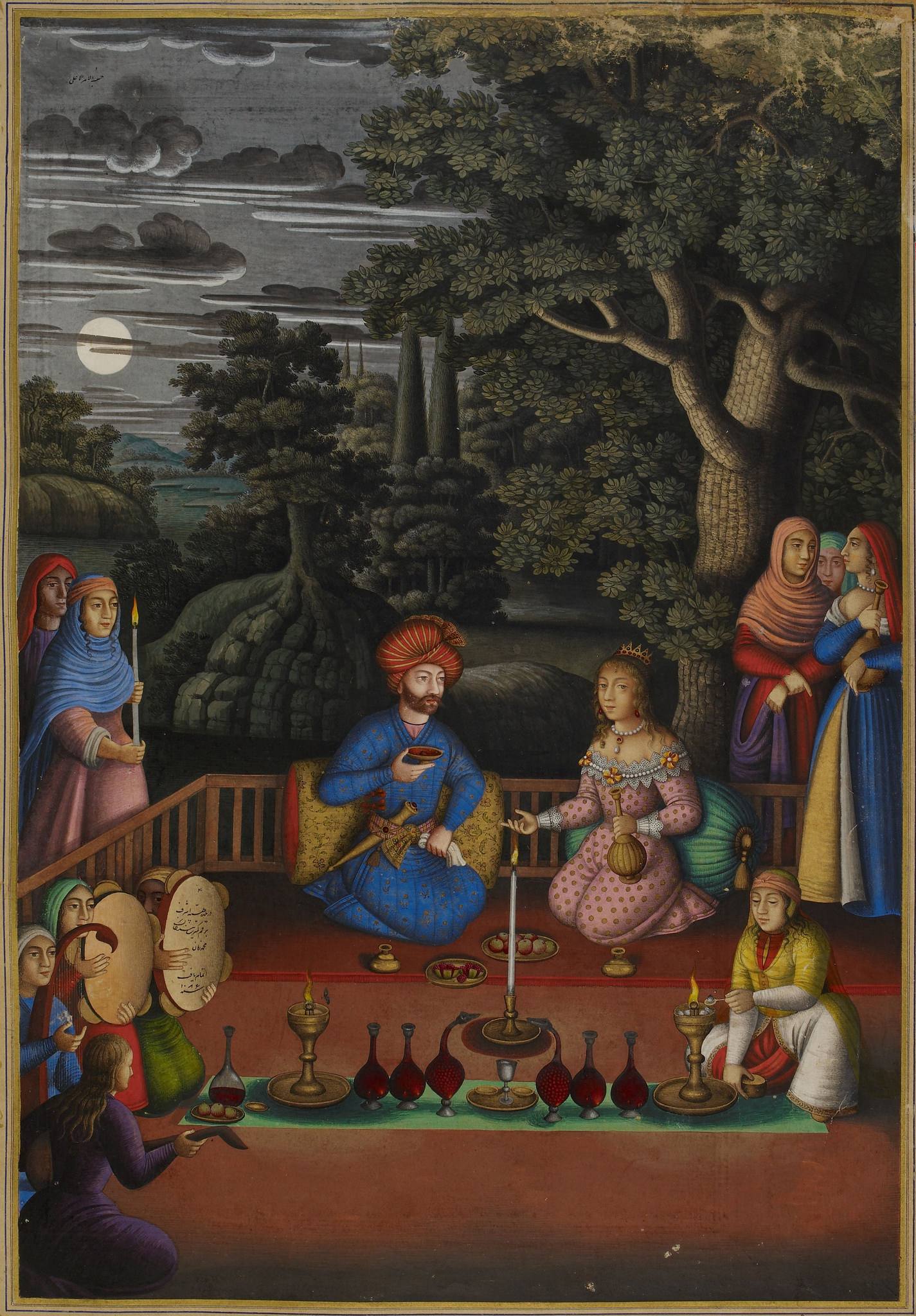
«Бахрам Гур с индийским принцем». Он был написан Мухаммадом Заманом в 1675/1676 гг.

## Этимология
На самом деле слово фаранги-сази происходит от слова фаранги-сази. Последнее означает художник. Так, фаранги-саз образовано от слов фаранги и саз, корень первого — сахтан (строить, выпрямлять), а корень второго — афракский. Первое слово происходит от персидского, а второе слово — арабского, и это слово, которое Франк использовался для европейских или традиционных христианских стран на мусульманском Востоке Средневековья.
Таким образом, фаранги-саз применялся к лицам, занимавшимся рукоделием в европейском стиле или с использованием европейской техники. Это ремесленное изделие не обязательно должно было быть рисунком. Фактически, в периоды Каджаров и Пехлеви этот термин также использовался для описания промышленных товаров, которые отличались от традиционных ковров.